# Lądowisko Lublin-USD
Lądowisko Lublin-USD – lądowisko sanitarne w Lublinie, w województwie lubelskim, położone przy ul. Antoniego Gębali 6. Przeznaczone jest do wykonywania startów i lądowań śmigłowców sanitarnych oraz ratowniczych w dzień i w nocy.
Lądowiskiem zarządza Uniwersytecki Szpital Dziecięcy w Lublinie, korzystają z niego także pobliskie jednostki: Samodzielny Publiczny Szpital Kliniczny Nr 4, Szpital im. Jana Bożego, Instytut Medycyny Wsi im. Witolda Chodźki i Centrum Onkologii Ziemi Lubelskiej. Jego otwarcie miało miejsce 28 listopada 2003 roku, powstało na terenie działki należącej do Akademii Medycznej w Lublinie. Koszt wynoszący ponad 430 tys. zł pokryły PZU i samorząd województwa. Przez następne lata lądowisko istniało jako nierejestrowane ze względu na braki w infrastrukturze, następnie przeszło modernizację (polegającą m.in. na zmianie kierunku nalotu o 180° i powiększeniu obszaru). Oficjalne otwarcie po remoncie miało miejsce 10 marca 2016. Do ewidencji lądowisk Urzędu Lotnictwa Cywilnego zostało wpisane w roku 2016 pod numerem 344.